# Джон Пол Джонс (фильм)
«Джон Пол Джонс» (англ. John Paul Jones) — американский биографический фильм 1959 года. Последняя лента режиссёра Джона Фэрроу и актёрский дебют его дочери, Мии Фэрроу.

## Сюжет
Повествование ведётся от лица офицера современного военно-морского флота США, дающего наставление своим подчинённым и рассказывающего им историю жизни «отца американского флота» Джона Пола «Джонса». Эта длинная история начинается в 1759 году и заканчивается в 1792 году, действие происходит в Великобритании, Вест-Индии, США, Франции и Российской империи.
1759 год. Шотландия. После поражения «старого Джимми» и «красавчика принца Чарли» во втором якобитском восстании, британская власть запретила шотландцам петь свои народные песни и носить килты. Это вызывает возмущение у шотландских горцев, которые всё ещё продолжают называть побеждённых «своими королями». Но 12-летнего шотландца Джона Пола не интересуют политические разговоры взрослых, его манят корабельные паруса и морские дали. Знакомый капитан берёт его на своё судно юнгой.
Проходит 14 лет. За это время Джон Пол становится опытным моряком-навигатором, приобретает многие навыки, в том числе и командования матросами, ему приходится поработать и на работорговом судне.
1773 год. В 26 лет Джон Пол уже капитан корабля, ходящего в Вест-Индию. И всё было-бы хорошо, если бы не случилась уже второй раз у него досадная неприятность. В который уже раз на борту корабля Джон Пола вспыхивает мятеж, в ходе которого капитан убивает одного из его зачинщиков. Британский губернатор карибского острова Тобаго, в порту которого происходит этот инцидент, в доверительной беседе предлагает Джону Полу временно замять дело, если он «по-тихому», сменив имя, на время исчезнет из Вест-Индии. Прибавив к своему имени «Джонс», Джон Пол отправляется к своему брату в британскую колонию Виргинию. Прибыв в город Фредериксберг, он узнаёт, что недавно его брат скончался, оставив ему внушительное наследство, включая мальчиков-негров Катона и Сципиона, которых чувствительный моряк тут же усыновляет. Затем Джон Пол нанимает адвоката Патрика Генри, чтобы тот уладил финансовые дела покойного, попутно закрутив роман со знакомой последнего Дороти Дандерс. Невзирая на всю свою любовь к морю, влюблённый Джон решает осесть в провинции и стать преуспевающим фермером.
1775 год. Начинается война за независимость североамериканских колоний от Британии. Отец Дороти и она сама отказывают Джону в его брачных надеждах, и неудачливый фермер решает принять предложение сражаться на стороне американцев. Ему присваивают звание первого лейтенанта и в 1776 году он участвует в первой высадке американской морской пехоты на Багамах.
4 июля 1776 года Вторым Континентальным конгрессом в Филадельфии единогласно принимается Декларация независимости США. Джону Полу Джонсу выделяют маленькое судно, на нём он захватывает 18 британских судов вблизи Новой Шотландии и переправляет их груз генералу Вашингтону.
В 1777 году Джордж Вашингтон отправляет отважного капера во Францию. В Париже Джон Пол Джонс знакомится с послом американских колоний доктором Бенджамином Франклином, а также его юной протеже Эйми де Теллисон, с которой у Джона завязывается роман. После того, как он со своей командой совершает рискованные вылазки в Британию, стараниями Франклина для Джона и его команды французы строят новое судно. Вместе с французскими моряками он нападает на британский конвой и в жестоком бою теряет свой корабль, но захватывает британский. И хотя Людовик XVI отмечает его победы наградами, американские чиновники упорно отказываются от его услуг.
В 1783 году война за независимость США заканчивается. Подписан Парижский мир, и Соединённые Штаты больше не воюют. Все предложения томящегося от бездействия Пола «Джонса» по развитию американского военного флота встречают бесконечное сопротивление. 
В 1788 году Джона Пола «Джонса» приглашают на службу в Россию. Прибыв в Санкт-Петербург, он сталкивается с весьма необычными для себя правилами при дворе Екатерины II. Российская императрица испытывает его долгим ожиданием и различными соблазнами, но морской волк, не обращая на них никакого внимания, упорно рвётся в бой. Довольная Екатерина присваивает ему звание контр-адмирала. Он командует парусной эскадрой и успешно сражается с турками при осаде Очакова, но при этом и в Российской империи «сталкивается со всеми видами сопротивления — и на берегу и на борту, и среди друзей и среди недругов». В 1789 году его миссия в России закончена…
Во Франции всё это время его ожидают друзья — Бенджамин Франклин и Эйми де Теллисон. Через Польшу Пол Джонс пускается в долгий обратный путь. Однако в Париж он возвращается уже смертельно больным. Своим друзьям он оставляет последнее завещание — слова пожелания и наставления о том, каким должен быть будущий образцовый офицер военно-морского флота США.

## В ролях
- Роберт Стэк — адмирал Джон Пол Джонс
- Мариса Паван — Эйми де Теллисон
- Чарльз Кобёрн — Бенджамин Франклин
- Эрин О’Брайен — Дороти Дандерс
- Макдональд Кэри — Патрик Генри
- Бетт Дейвис — Екатерина II
- Жан-Пьер Омон — Людовик XVI
- Дэвид Фаррар — Джон Уилкс
- Питер Кашинг — капитан Пирсон
- Сюзанна Каналес — Мария-Антуанетта
- Хорхес Ривьере — русский камергер
- Брюс Кэбот — Лоури, артиллерист
- Бэзил Сидни — сэр Уильям Янг, губернатор Тобаго
- Джон Кроуфорд — Джордж Вашингтон
- Роберт Эйрс — Джон Адамс
- Джон Филлипс — Джон Хэнкок
- МакДональд Парк — Артур Ли
- Арчи Дункан — Дункан Макбин
- Томас Гомес — Изек Хопкинс
- Эрик Полманн — Георг III
- Миа Фэрроу — эпизод (в титрах не указана)